# فرانکی براون
فرانکی براون (انگلیسی: Frankie Brown؛ زادهٔ ۸ اکتبر ۱۹۸۷) بازیکن فوتبال اهل بریتانیا است.
از باشگاه‌هایی که در آن بازی کرده‌است می‌توان به اشاره کرد.
وی همچنین در تیم ملی فوتبال زنان اسکاتلند بازی کرده‌است.